# Austromenopon alpinum
Austromenopon alpinum är en insektsart som beskrevs av Günter Timmermann 1954. Austromenopon alpinum ingår i släktet Austromenopon, och familjen spolätare. Arten är reproducerande i Sverige.